# Університет Анембі Морумбі
Університет Анембі Морумбі (порт. Universidade Anhembi Morumbi) — бразильський приватний комерційний університет, розташований в місті Сан-Паулу, що з 2005 року належить компанії Laureate Education Inc. (компанія має 35 університетів в 19 країнах). Це перший бразильський університет, що почав видавати дипломи з дизайну ігор.